# Dinohippus
Dinohippus (грец. «жахливий кінь») — викопний рід коневих, який була ендеміком Північної Америки з пізньої гемфілської стадії міоцену до занклінської стадії пліоцену (10.3—3.6 млн років тому). Скам'янілості широко розповсюджені по всій Північній Америці, їх знаходять у понад 30 місцях від Флориди до Альберти та Панами (формація Алахуела).
Dinohippus був найпоширенішим конем у Північній Америці. Він має характерний пасивний «апарат стояння», сформований із кісток і сухожиль, щоб допомогти йому зберігати енергію під час тривалого стояння. Dinohippus був першим конем, який продемонстрував рудиментарну форму цього характеру, надаючи додаткові докази тісного зв'язку між Dinohippus та Equus. Спочатку Dinohippus вважався монодактильним конем, але знахідка скам'янілостей 1981 року в Небрасці показує, що деякі з них були тридактильними. Вид D. leidyanus мав орієнтовну масу тіла приблизно 200 кілограмів.